# Monizia edulis
Monizia edulis = Daucus edulis — вид трав'янистих рослин із родини окружкових (Apiaceae), ендемік Мадейри. Етимологія: лат. edulis — "їстівний".

## Поширення
Ендемік архіпелагу Мадейра (о-ви Мадейра, Дезерта-Гранде).
Зростає на кам'янистих кручах і на терасах зі скупченнями ґрунту.

## Загрози та охорона
Основною загрозою є деградація середовища існування через розвиток інфраструктури, рекреаційну діяльність та вторгнення екзотичних видів, що призводить до посилення конкуренції. Ця рослина також збирається. Пожежі, посухи, шторми та зсуви можуть вплинути на цей вид.
Monizia edulis наведено у Додатку II Директиви про оселища, а також у додатку I до Конвенції про охорону європейської дикої природи та природних середовищ існування (Бернська конвенція). Заходи збереження, необхідні для цього виду: захист місць проживання, відновлення та управління, програми відновлення виду та кампанії з обізнаності громадськості.